# Néa Artáki
Néa Artáki (Nea Artaki) är en ort i Grekland.   Den ligger i prefekturen Nomós Evvoías och regionen Grekiska fastlandet, i den östra delen av landet, 60 km norr om huvudstaden Aten. Néa Artáki ligger 5 meter över havet och antalet invånare är 9 489. Den ligger på ön Euboia.
Terrängen runt Néa Artáki är platt västerut, men österut är den kuperad. Havet är nära Néa Artáki västerut. Runt Néa Artáki är det tätbefolkat, med 369 invånare per kvadratkilometer. Närmaste större samhälle är Chalkída, 6,5 km söder om Néa Artáki. 